# Goran Bunjevčević
Goran Bunjevčević (szerbül:  Горан Буњевчевић, Károlyváros, 1973. február 17. – 2018. június 28.) szerb válogatott labdarúgó.
A jugoszláv válogatott tagjaként részt vett a 2000-es Európa-bajnokságon.

## Sikerei, díjai
Crvena zvezda
- Jugoszláv bajnok (2): 1999–2000, 2000–01
- Jugoszláv kupagyőztes (2): 1999, 2000